# Mouterij

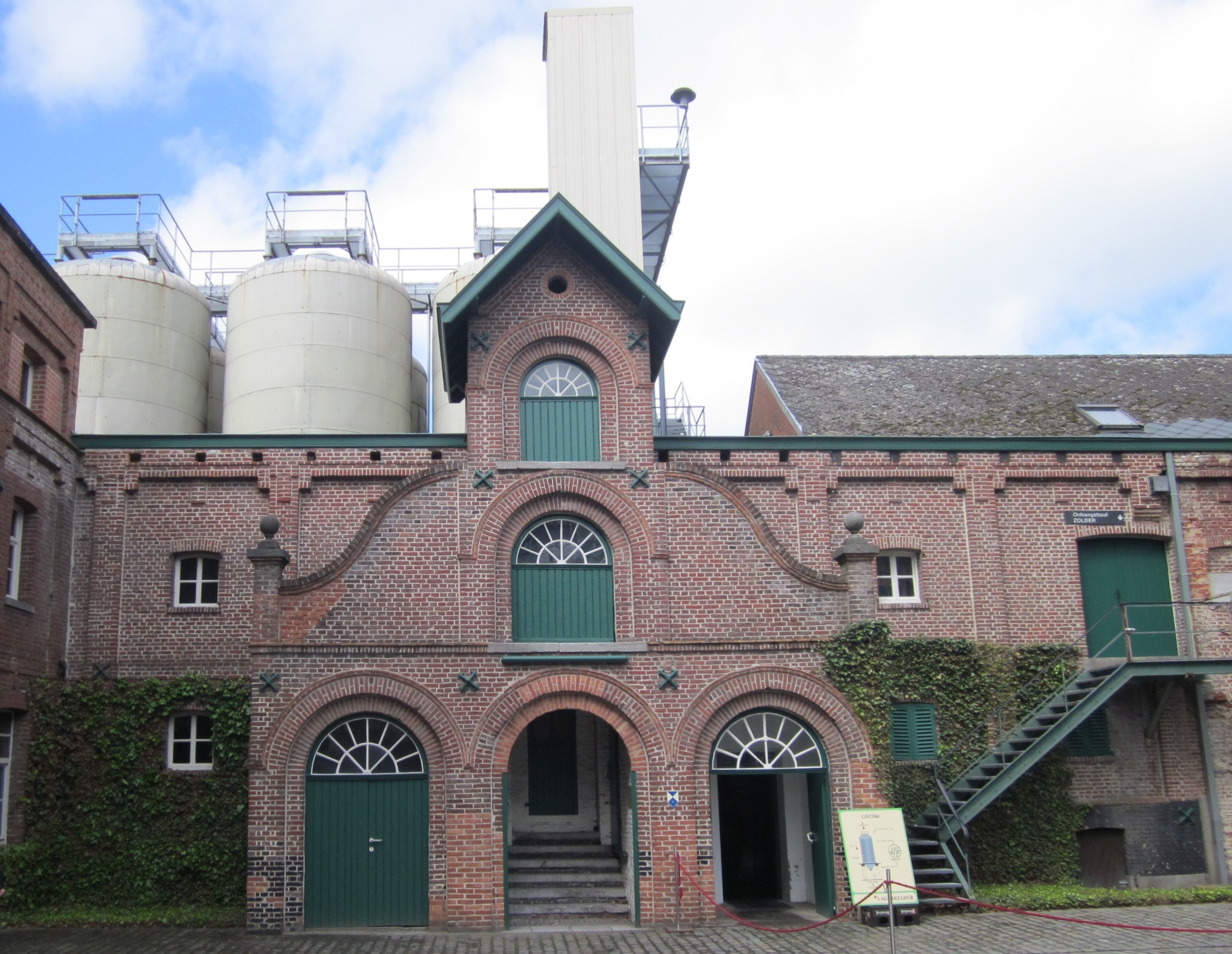
De mouterij van brouwerij Rodenbach in Roeselare, inmiddels niet meer in gebruik

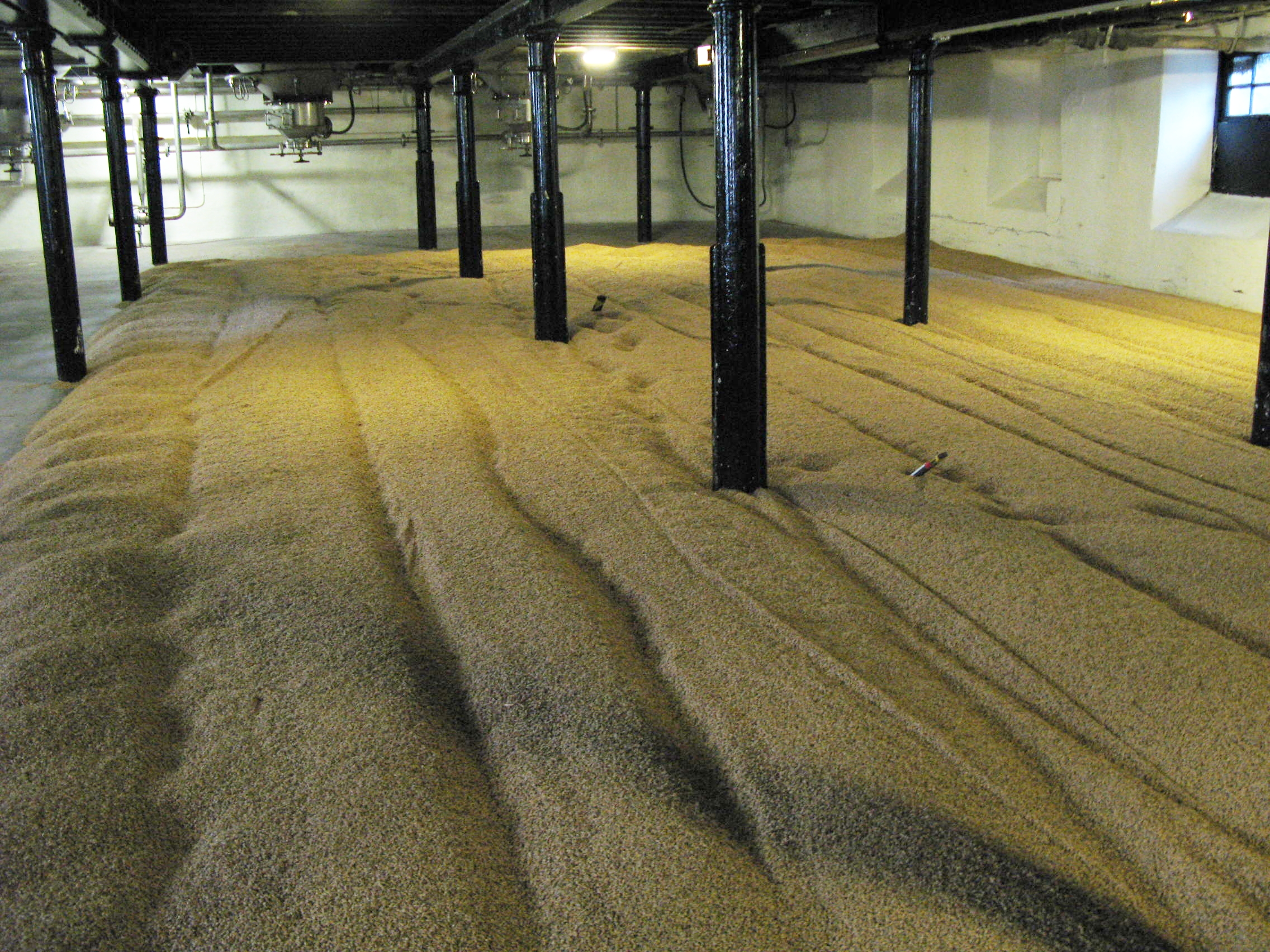
De vloermouterij van de Highland Park distilleerderij in Kirkwall

Een mouterij is een fabriek waar van granen mout wordt gemaakt, door het in water te weken waardoor het ontkiemt, en het daarna te drogen. Dit proces heet mouten. Het product wordt gebruikt voor bier, whisky en een aantal voedingsmiddelen. Gedurende de 20e eeuw zijn steeds meer mouterijen verdwenen en wordt mout op industriële wijze geproduceerd door gespecialiseerde bedrijven, hoewel een aantal grote of ambachtelijke brouwerijen nog steeds over een eigen mouterij beschikt.
Er zijn verschillende soorten mouterijen. 
- Vloermouterij: de oudste fabricatiemethode van mout. Het graan wordt in een laag van 20-100 cm op een grond gelegd te ontkiemen, afhankelijk van de wensen van de afnemer. Vroeger werd, met behulp van moutscheppen, het mout handmatig gekeerd. Tegenwoordig gebeurt dit mechanisch, bijvoorbeeld door middel van schroeven
- Kastenmouterij: het ontkiemen van het graan vindt plaats in een geventileerde kast, waarin het mechanisch wordt gekeerd
- Trommelmouterij: het ontkiemen vindt plaats in een langzaam ronddraaiende trommel, waardoor het gekeerd wordt. In de trommel zitten kleine gaatjes voor de ventilatie
- Torenmouterij

## België
De volgende mouterijen zijn anno 2019 actief in België:
- Boortmalt N.V., Antwerpen, Herent
- Mouterij Dingemans, Stabroek
- Malterie du Château (Castle Malting), Beloeil
- Mouterij Albert in Ruisbroek (onderdeel van Heineken[1])
- Mouterij Claus Frères, Sinaai.

## Nederland
De volgende mouterijen zijn anno 2019 actief in Nederland: 
- Boortmalt, Swalmen (voorheen Cargill)
- The Swaen B.V. in Kloosterzande[2]
- Holland Malt B.V., eigendom van Royal Swinkels, met mouterijen in de Eemshaven en Lieshout
- Vloermouterij Masterveld te Ratum (Winterswijk)[3]